# Jonathan Littell
Jonathan Littell (New York, 1967. október 10. –) Barcelonában élő író. Első franciául írt regénye, a Les Bienveillantes (2006; The Kindly Ones) két jelentős francia díjat nyert, köztük a Goncourt-díjat és a Prix de l'Académie française-t. Franciaországban és az Egyesült Államokban nőtt fel, és mindkét ország állampolgára. Az alapdiploma megszerzése után kilenc évig egy humanitárius szervezetnél dolgozott, majd 2001-ben otthagyta munkáját, hogy az írásra koncentrálhasson.

## Fiatalkora és pályafutása
Littell Robert Littell író fia. Bár nagyszülei zsidók voltak, akik a 19. század végén Oroszországból emigráltak az Egyesült Államokba, Littell „egyáltalán nem határozza meg magát zsidóként”, és így idézik: „Számomra a judaizmus inkább egy történelmi háttér."
A New York-i születésű Littell három évesen érkezett Franciaországba, majd 13 és 16 éves korában szülőhazájában végezte tanulmányait, és visszatért Franciaországba, hogy megszerezze érettségijét. Ismét visszatért az Egyesült Államokba, ahol a Yale Egyetemre járt, és 1989-ben szerzett alapképzést. A Yale-ben eltöltött évek alatt fejezte be első könyvét, a Bad Voltage-t, majd később találkozott William S. Burroughs-szal, aki maradandó benyomást tett rá. Hatására elkezdett olvasni Burroughst, valamint Sade-et, Blanchotot, Genet, Céline, Bataille és Beckett. Ezt követően fordítóként dolgozott, Sade, Blanchot, Genet és Quignard francia műveit angolra fordította. Ezzel egy időben elkezdett egy tízkötetes könyvet írni, de a harmadik kötet után feladta a projektet.
1994 és 2001 között az Action Against Hunger nevű nemzetközi humanitárius szervezetnél dolgozott, főként Bosznia-Hercegovinában, de dolgozott Csecsenföldön, a Kongói Demokratikus Köztársaságban, Sierra Leonéban, Kaukázusban, Afganisztánban és Moszkvában is. 2001 januárjában rajtaütés áldozata lett Csecsenföldön, amelynek során könnyebben megsebesült. Ugyanebben az évben úgy döntött, hogy felhagy a munkájával, hogy második könyve, a Les Bienveillantes kutatására koncentrálhasson. Ez idő alatt humanitárius szervezetek tanácsadójaként is dolgozott.
2007 márciusában megkapta a francia állampolgárságot (miközben megtarthatta az amerikait), miután a francia tisztviselők éltek egy záradékkal, amely szerint minden franciául beszélő állampolgár lehet, akinek "érdemes tettei hozzájárulnak Franciaország dicsőségéhez", annak ellenére, hogy nem teljesítik azt a követelményt, hogy évente több mint hat hónapig Franciaországban éljenek.

## Munkássága
Littell Les Bienveillantes című regénye franciául íródott, és 2006-ban jelent meg Franciaországban. A regény a második világháború és a keleti front története egy Maximilien Aue nevű artikulált SS-tiszt kitalált emlékein keresztül.
Littell elmondta, hogy a regény megírásához az ihlette meg, hogy látta Zoja Koszmogyemjanszkaja fényképét, a Wehrmacht által kivégzett szovjet partizánt. A könyv eredeti inspirációját abból eredezteti, hogy 1991-ben látta Claude Lanzmann Shoah című filmjét, amely egy elismert dokumentumfilm a holokausztról. 2001-ben kezdett kutatni a könyvhöz, és tizennyolc hónappal később kezdte meg az első vázlatot, miután körülbelül kétszáz könyvet olvasott el a Harmadik Birodalomról és a keleti frontról, valamint Németországba, Kelet-Európába és a Kaukázusba látogatott. Littell azt állítja, hogy főszereplőjének, Aue-nak a megalkotását úgy vállalta magára, hogy elképzelte, mit tett volna, ha a háború előtti Németországban születik, és nemzetiszocialista lett volna.
Egyetlen korábban megjelent könyve, a Bad Voltage című cyberpunk-regény, amelyet Littell „nagyon rossz tudományos-fantasztikus regénynek” tart, a futurisztikus Párizsban élő „félvér” Lynx történetét meséli el. A regény számos jelenete a párizsi katakombákban játszódik; ebbe a regénybe egy szokatlan függeléket is mellékel, amely felsorolja az összes zenét és dalt, amelyet munkája közben hallgatott. Ezenkívül Littell részletes titkosszolgálati jelentést adott ki az Orosz Föderáció biztonsági szerveiről, elemzi Léon Degrelle La Campagne de Russie című könyvét, amelyet Klaus Theweleit szociológus művei befolyásoltak, egy könyvet, amely négy szöveggel a Les Bienveillantes előtt íródott, és végül egy rövid esszé.
A Les Bienveillantes után Littell dokumentumfilmet rendezett Wrong Elements címmel, amelyben Joseph Kony egykori gyerekkatonáival készít interjút. A filmet versenyen kívül vetítették a 2016-os cannes-i fesztiválon.

## Díjai
A Les Bienveillantes megnyerte a 2006-os Goncourt-díjat és az Académie française Grand prix du Roman díját. 2007 végéig több mint 700 000 példányt adtak el Franciaországban.
Littell elismerést kapott a túlfeszített erotika területén végzett tevékenységéért, amikor a The Kindly Ones angol fordítása elnyerte a The Literary Review brit irodalmi folyóirat 2009-es Bad Sex in Fiction díját. Littell állítólag megverte a kemény versenyt az abban az évben megszerzett kitüntetésekért, Philip Roth és Nick Cave pedig az írók között szerepelt a rövid listán.
2018-ban elnyerte a Sade-díjat az Une vieille histoire című könyvért.

## Kommentár
2008 májusában a Haaretznek adott interjújában Littell azzal vádolta Izraelt, hogy a holokausztot politikai haszonszerzésre használja, és Izrael viselkedését a megszállt területeken a nácik második világháború előtti viselkedéséhez hasonlította: „Ha a [izraeli] kormány hagyná, hogy a katonák rosszabb dolgokat tegyenek, akkor megtennék. Mindenki azt mondja: Nézd meg, hogyan bántak a németek a zsidókkal már a holokauszt előtt: levágták a szakállt, megalázták őket nyilvánosan, kényszerítették őket az utca takarítására. Ilyen dolgok minden nap megtörténnek a megszállt területeken. Minden átkozott nap." Ugyanakkor azt is mondta, hogy „valóban nem tudjuk összehasonlítani a kettőt".

## Művei
- 1989 – Bad Voltage
- 2006 – Les Bienveillantes (The Kindly Ones, 2009)
  -  Jóakaratúak (Les Bienveillantes) – Magvető, Budapest, 2009 · ISBN 9789631426588 · Fordította: Tótfalusi Ágnes
- 2006 – The Security Organs of the Russian Federation. A Brief History 1991–2004
- 2008 – Le Sec et L'Humide
- 2008 – Études
- 2008 – Georgisches Reisetagebuch
- 2009 – Récit sur Rien
- 2009 – Tchétchénie, An III
- 2010 – En Pièces
- 2011 – Triptyque: Trois études sur Francis Bacon (Triptych: Three Studies after Francis Bacon, 2013)
- 2011 – The Invisible Enemy
- 2012 – Une vieille histoire
- 2012 – Carnets de Homs (Syrian Notebooks: Inside the Homs uprising, 2015)
- 2013 – The Fata Morgana Books
- 2018 – Une vielle histoire (nouvelle version)
- 2022 – De l'agression russe. Écrits polémiques
- 2023 – Un endroit inconvénient (Antoine d'Agata(wd) fényképeivel)
- 2024 - The Damp and the Dry (translated to English by Max Lawton)

## Kitüntetései
- Grand prix du roman de l'Académie française(wd), 2006, for Les Bienveillantes
- Prix Goncourt, 2006, for Les Bienveillantes
- Bad Sex in Fiction Award(wd), 2009, for The Kindly Ones

## Fordítás
- Ez a szócikk részben vagy egészben  a   Jonathan Littell című angol Wikipédia-szócikk fordításán alapul.  Az eredeti cikk szerkesztőit annak laptörténete sorolja fel. Ez a jelzés csupán a megfogalmazás eredetét és a szerzői jogokat jelzi, nem szolgál a cikkben szereplő információk forrásmegjelöléseként.